# Испанско-колумбийские отношения
Испанско-колумбийские отношения — двусторонние дипломатические отношения между Испанией и Колумбией. Государства являются полноправными членами Организации Объединённых Наций (ООН) и Всемирной торговой организации.

## История
На современную территорию Колумбии впервые прибыли европейцы во время первой экспедиции Алонсо де Охеды на мыс Вела в 1499 году. Испанцы предприняли несколько попыток поселиться на северном побережье Колумбии в начале XVI века, но их первое постоянное поселение в Санта-Марте было основано только в 1525 году. Картахена была основана 1 июня 1533 года испанским полководцем Педро де Эредиа и быстро развивалась за счет золота в гробницах культуры Сену, а затем торговлей.
Наступление испанцев с побережья Карибского моря началось с трех разных направлений, под командованием Гонсало Хименеса де Кесады, Себастьяна де Белалькасара и Николауса Федермана. Хотя все трое были привлечены индейскими сокровищами, ни один из них не собирался достигать территории цивилизации чибча, где они в итоге встретились. В августе 1538 года Гонсало Хименес де Кесада основал город Богота на месте деревни чибча в Бакате.
В 1549 году испанская Королевская аудиенсия назначила Боготу столицей Нового королевства Гранада, которое в значительной степени включала территорию современной Колумбии. В 1717 году было создано вице-королевство Новая Гранада со столицей в Боготе, которое включало в себя некоторые другие провинции на северо-западе Южной Америки, которые ранее находились под юрисдикцией вице-королевств Новой Испании или Перу и соответствуют современным территориям Венесуэлы, Эквадора и Панамы. Таким образом, Богота стала одним из главных административных центров испанских владений в Новом Свете.
Движение, инициированное Антонио Нариньо, выступившего против центральной власти Испании и возглавил оппозицию против сил вице-королевства, что привело к независимости Картахены в ноябре 1811 года и формированию двух независимых правительств, которые вели гражданскую войну — период, известный как «La Patria Boba». В следующем году Антонио Нариньо провозгласил создание Соединённых провинций Новой Гранады во главе с Камило Торресом Тенорио. Несмотря на успехи восстания, появление двух различных идеологических течений среди освободителей (федерализм и централизм) привело к внутреннему столкновению, которое способствовало отвоеванию территории испанцами. Вице-королевство было восстановлено под командованием Хуана де Самано, режим которого наказал участников восстаний. Возобновление восстания в сочетании с ослаблением Испании сделало возможным успешное контрнаступление во главе с уроженцем Венесуэлы Симоном Боливаром, который, наконец, провозгласил независимость в 1819 году. Происпанское сопротивление было окончательно подавлено в 1822 году на нынешней территории Колумбии и в 1823 году на территории Венесуэлы.
Территория вице-королевства Новой Гранады стала называться Великая Колумбия, организованной как союз Эквадора, Колумбии (включая современную Панаму) и Венесуэлы. Конгресс Кукута в 1821 году принял конституцию новой республики, и Симон Боливар стал первым правителем Колумбии. Однако новая республика была нестабильной и закончилась распадом: Венесуэла откололась в 1829 году, а Эквадор в 1830 году.
Государства официально установили дипломатические отношения в 1881 году, когда представители обеих стран подписали в Париже Договор о мире и дружбе. В течение многих лет отношения между странами ухудшались, поскольку Испания потеряла своё влияние в регионе, особенно после поражения в испано-американской войне.
Во время гражданской войны в Испании многие в Колумбии поддерживали националистическую фракцию во главе с генералом Франсиско Франко против республиканской фракции. За это время некоторое количество испанцев иммигрировало в Колумбию, спасаясь от войны. Однако, их было немного по сравнению с испанской иммиграцией в Аргентину, Мексику и Уругвай в тот же период. После войны Колумбия поддерживала дипломатические отношения с правительством Испании при генерале Франсиско Франко.
В октябре 1976 года Хуан Карлос I осуществил официальный визит в Колумбию, став первым королем Испании, посетившим эту страну. С тех пор испанская королевская семья несколько раз посетила Колумбию, и несколько президентов Колумбии посетили Испанию с официальными визитами.
Между странами подписаны соглашения и договоры о судебном сотрудничестве, двойном гражданстве, экстрадиции, социальном обеспечении, гарантиях интеллектуальной собственности, поощрении и защите инвестиций, туризме, избежании двойного налогообложения и соглашении о голосовании граждан-резидентов обеих стран на местных муниципальных выборах.

## Торговля
В 2016 году объём товарооборота между странами составил сумму 1,6 млрд евро. Экспорт Колумбии в Испанию: рыба, фрукты и овощи, кофе, сахар, какао, масло, железо и минералы. Экспорт Испании в Колумбию: машинное и электрическое оборудование, фармацевтическая продукция и органические химикаты. В Колумбии присутствуют испанские транснациональные компании, такие как: Banco Bilbao Vizcaya Argentaria, Grupo Santander, Mapfre, Telefónica и Zara. В 2011 году Колумбия подписала соглашение о свободной торговле с Европейским союзом (в который входит Испания).

## Дипломатические миссии
- Колумбия имеет посольство в Мадриде[8] и генеральные консульства в Барселоне[9], Бильбао[10], Лас-Пальмас-де-Гран-Канария[11], Пальме[12], Севилье[13] и Валенсии[14].
- У Испании есть посольство в Боготе[15].